# Nándor Hidegkuti
Nándor Hidegkuti, né le 3 mars 1922 à Budapest et mort le 14 février 2002 dans la même ville, est un footballeur puis entraîneur de football hongrois. 
Durant les années 1950, Hidegkuti fait partie du célèbre onze d'or hongrois, au poste d'attaquant. Il devient par la suite entraîneur et officie dans de nombreux clubs en Europe et en Égypte. Après son décès, le MTK rebaptise son stade en son honneur.
Il est considéré comme le premier « faux 9 » de l'histoire du football.

## Carrière
Hidegkuti passe la majeure partie de sa carrière de footballeur au MTK, où il arrive en 1947, à 25 ans. Malgré l'avènement du régime communiste, qui amène le club à changer plusieurs fois de nom dans les années 1950, l'équipe entraînée par Márton Bukovi connaît un certain succès. Le coach imagine pour Hidegkuti un poste inédit d'attaquant détaché, une sorte de « neuf-et-demi » capable de marquer et de faire jouer les autres attaquants de l'équipe, notamment Péter Palotás, autre international hongrois du MTK. Le club de Budapest remporte à trois reprises le championnat hongrois (en 1951, 1953 et 1958), ainsi que la coupe de Hongrie et la coupe Mitropa en 1955 (sous le nom Vörös Lobogó). Le club participe également à la première édition de la coupe des clubs champions européens en 1955-1956, où il s'incline face au Stade de Reims après avoir éliminé le RSC Anderlecht.

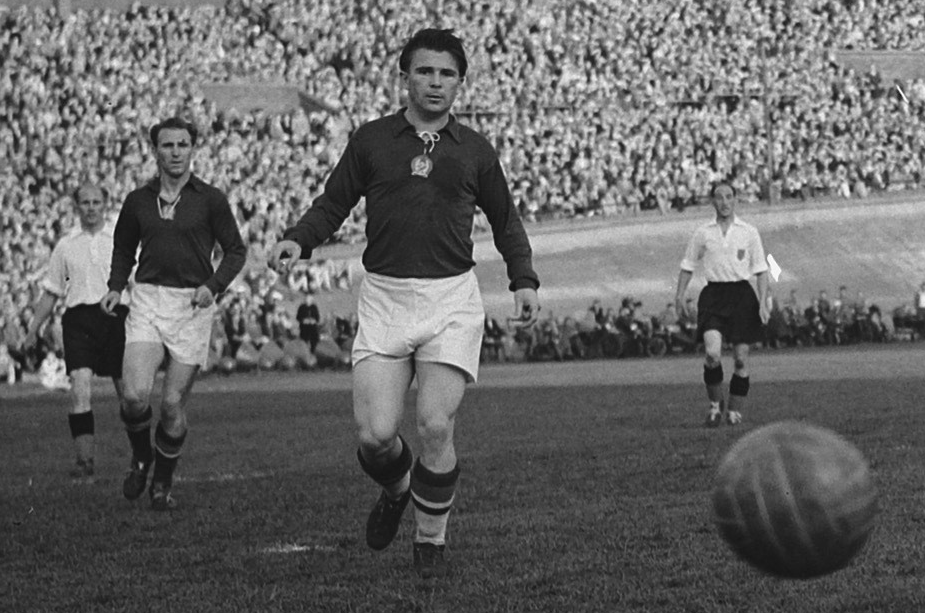
Hidegkuti et Ferenc Puskás avec la sélection de Budapest en 1954.

Entre 1945 et 1958, Hidegkuti est sélectionné à 69 reprises en équipe de Hongrie, pour laquelle il marque 39 buts. Il fait partie de ce qu'on appelle le « onze d'or hongrois » des années cinquante, aux côtés des Ferenc Puskás, Zoltán Czibor, Sándor Kocsis et József Bozsik. Il marque un doublé pour sa première sélection, le 30 septembre 1945, face à la Roumanie (7-2). Deux ans plus tard, pour sa deuxième sélection face à Bulgarie, il marque trois buts. En 1952, il participe au triomphe hongrois lors des Jeux olympiques d'été, marquant notamment un but en demi-finale. Mais Hidegkuti ne devient incontournable qu'à partir de 1953, lorsqu'à Wembley, il inscrit un triplé contre l'Angleterre lors d'une victoire 6-3 des Hongrois qui marque la première défaite à domicile des Anglais. Un an plus tard, Hidegkuti, auteur de quatre buts, et la Hongrie sont vice-champions du monde, battus en finale par la RFA lors du Mondial 1954. Quatre ans plus tard, il est titulaire à la pointe de l'équipe nationale lors de la coupe du monde en Suède, mais la Hongrie est éliminée en match d'appui du premier tour. Il arrête sa carrière sportive à l'issue de la compétition.
Hidegkuti devient entraîneur, et débute logiquement sur le banc du MTK, lors de la saison 1959-1960. Il officie dans de nombreux clubs en Hongrie, en Italie, en Pologne ou en Égypte. En 1961 il dirige l’équipe italienne de la Fiorentina lors de la victoire 4-1 en finale de la Coupe d'Europe des vainqueurs de coupe contre les Glasgow Rangers. En 1963, il remporte avec le Győri Vasas ETO le championnat de Hongrie et atteint les demi-finales de la coupe des clubs champions européens en 1965. 
Parti en Égypte, Hidegkuti prend en charge Al Ahly SC, l'un des plus grands clubs du continent. Il introduit alors la formation en 5-3-2, avec un libéro derrière les deux défenseurs centraux, et permet au club de retrouver sa position hégémonique sur le football égyptien. Entre 1973 et 1980, Al Ahly remporte notamment cinq fois le championnat d'Égypte. Il prend sa retraite d'entraîneur en 1985.

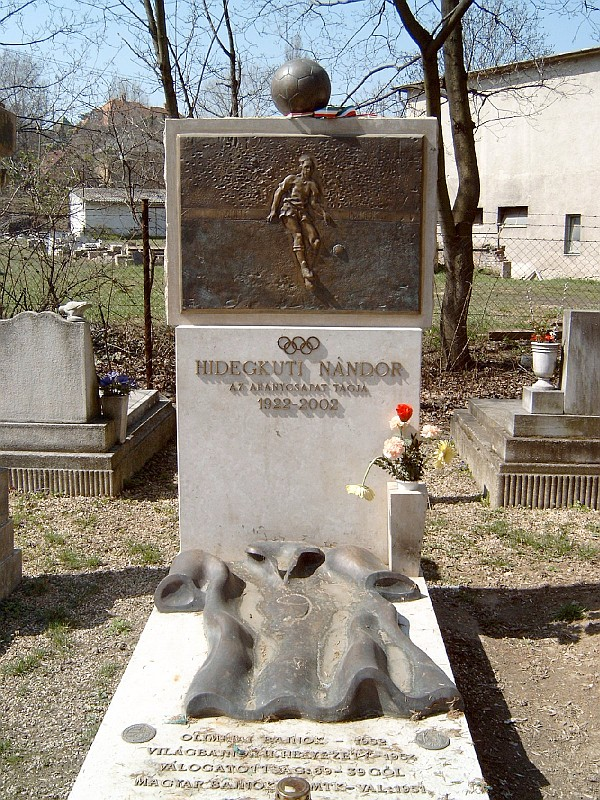
Tombe de Hidegkuti Nándor

Hidegkuti meurt le 14 février 2002, des suites de problèmes cardiaques et pulmonaires.

## Statistiques
| Saison                | Club                       | Championnat           | Championnat | Championnat | Coupe(s) nationale(s) | Coupe(s) nationale(s) | Compétition(s) continentale(s) | Compétition(s) continentale(s) | Compétition(s) continentale(s) | Drapeau de la Hongrie | Drapeau de la Hongrie | Total | Total |
| Saison                | Club                       | Division              | M.          | B.          | M.                    | B.                    | Comp.                          | M.                             | B.                             | M.                    | B.                    | M.    | B.    |
| 1942/43               | Elektromos Munkás Budapest | NBI.                  | 15          | 4           | ?                     | ?                     | -                              | -                              | -                              | -                     | -                     | 15+   | 4+    |
| 1943/44               | Elektromos Munkás Budapest | NBI.                  | 27          | 14          | ?                     | ?                     | -                              | -                              | -                              | -                     | -                     | 27+   | 14+   |
| 1944                  | Elektromos Munkás Budapest | NBI.                  | 11          | 7           | -                     | -                     | -                              | -                              | -                              | -                     | -                     | 11    | 7     |
| 1944/45               | Elektromos Munkás Budapest | NBII.                 | -           | -           | -                     | -                     | -                              | -                              | -                              | -                     | -                     | -     | -     |
| Sous-total            | Sous-total                 | Sous-total            | 53+         | 25+         | ?                     | ?                     | -                              | -                              | -                              | -                     | -                     | 53+   | 25+   |
| 1945                  | HAC                        | NBII.                 | 7/20        | 20+         | -                     | -                     | -                              | -                              | -                              | 1                     | 1                     | 8+    | 21+   |
| 1945/46               | HAC                        | NBI.                  | 26          | 16          | -                     | -                     | -                              | -                              | -                              | 2                     | 2                     | 28    | 18    |
| Sous-total            | Sous-total                 | Sous-total            | 33          | 36+         | -                     | -                     | -                              | -                              | -                              | 3                     | 3                     | 36+   | 39+   |
| 1946/47               | MTK Budapest               | NBI.                  | 28          | 13          | -                     | -                     | -                              | -                              | -                              | -                     | -                     | 28    | 13    |
| 1947/48               | MTK Budapest               | NBI.                  | 30          | 23          | -                     | -                     | -                              | -                              | -                              | 3                     | 3                     | 33    | 26    |
| 1948/49               | MTK Budapest               | NBI.                  | 28          | 26          | -                     | -                     | -                              | -                              | -                              | 3                     | 2                     | 31    | 28    |
| 1949/50               | MTK Budapest               | NBI.                  | 30          | 23          | -                     | -                     | -                              | -                              | -                              | 3                     | 0                     | 33    | 23    |
| 1950                  | MTK Budapest               | NBI.                  | 14          | 12          | -                     | -                     | -                              | -                              | -                              | 3                     | 0                     | 17    | 12    |
| 1951                  | MTK Budapest               | NBI.                  | 25          | 21          | ?                     | ?                     | -                              | -                              | -                              | 6                     | 5                     | 31+   | 26+   |
| 1952                  | MTK Budapest               | NBI.                  | 26          | 28          | ?                     | ?                     | -                              | -                              | -                              | 11                    | 6                     | 37+   | 34+   |
| 1953                  | MTK Budapest               | NBI.                  | 26          | 23          | ?                     | ?                     | -                              | -                              | -                              | 7                     | 8                     | 33+   | 31+   |
| 1954                  | MTK Budapest               | NBI.                  | 25          | 18          | -                     | -                     | -                              | -                              | -                              | 13                    | 9                     | 38    | 27    |
| 1955                  | MTK Budapest               | NBI.                  | 25          | 16          | ?                     | ?                     | MC+C1                          | 9+4                            | 9+2                            | 7                     | 3                     | 43+   | 30+   |
| 1956                  | MTK Budapest               | NBI.                  | 16          | 8           | ?                     | ?                     | MC                             | 3                              | 3                              | 7                     | 0                     | 26+   | 11+   |
| 1957                  | MTK Budapest               | NBI.                  | 11          | 10          | -                     | -                     | MC                             | 3                              | 1                              | 2                     | 0                     | 16    | 11    |
| 1957/58               | MTK Budapest               | NBI.                  | 20          | 6           | -                     | -                     | -                              | -                              | -                              | 7                     | 3                     | 27    | 9     |
| Sous-total            | Sous-total                 | Sous-total            | 304         | 227         | ?                     | ?                     | -                              | 19                             | 15                             | 71                    | 39                    | 494+  | 281+  |
| Total sur la carrière | Total sur la carrière      | Total sur la carrière | 577+        | 388+        | ?                     | ?                     | -                              | 19                             | 15                             | 74                    | 42                    | 640+  | 345+  |

## Palmarès

### Joueur
- 69 sélections et 39 buts avec l'équipe de Hongrie entre 1945 et 1958[3].
- Vainqueur des Jeux olympiques de 1952 avec l'équipe de Hongrie
- Finaliste de la Coupe du monde en 1954 avec l'équipe de Hongrie
- Vainqueur de la Coupe internationale en 1953 avec l'équipe de Hongrie
- Champion de Hongrie en 1951, 1953 et 1958 avec le MTK Budapest
- Vice-champion de Hongrie en 1949 et 1957 avec le MTK Budapest
- Vainqueur de la Coupe de Hongrie en 1952 avec le MTK Budapest
- Vainqueur de la Coupe Mitropa en 1955 avec le MTK Budapest

### Entraîneur
- Vainqueur de la Coupe des Coupes en 1961 avec la Fiorentina
- Finaliste de la Coupe des Coupes en 1962 avec la Fiorentina
- Vainqueur de la Coupe d'Italie en 1961 avec la Fiorentina
- Championnat de Hongrie en 1963 avec le Győri Vasas ETO
- Vainqueur de la Coupe de Hongrie en 1965 avec le Győri Vasas ETO
- Finaliste de la Coupe de Hongrie en 1964 avec le Győri Vasas ETO
- Champion d'Égypte en 1975, 1976, 1977, 1979 et 1980 avec l'Al Ahly SC
- Vainqueur de la Coupe d'Égypte en 1978 avec l'Al Ahly SC
- Finaliste de la Coupe d'Égypte en 1976 avec l'Al Ahly SC